# Кіт Леопольд
«Кіт Леопольд» (рос. «Кот Леопольд») — радянський і російський мультиплікаційний серіал про доброго, інтелігентного кота Леопольда. Його життя було б пречудовим і радісним, якби не надокучливі миші. Мультсеріал створений творчим об'єднанням «Екран» у 1975—1986 роках і студією Пілот у 1998 році. Дистриб'ютор: Кіностудія Мосфільм. Першу серію мультфільму було показано на телеекранах 12 березня 1975 року.
Шоу дуже схоже на американський мультфільм Slapstick Том і Джеррі, головна відмінність полягає в тому, що на відміну від Тома і Джеррі, де Кіт є агресором, тут лиходіями є миші.

## Персонажі
Головні персонажі: Кіт Леопольд і двоє мишей — Сірий та Білий.

### Кіт Леопольд
Кіт Леопольд мешкає в будинку № 8/16, поруч ательє, на вулиці Мурликіна, провінційного (судячи з обстановки) міста. Зображується він як типовий інтелігент: не курить, не п'є, ніколи не підвищує голосу. Характерною деталлю його образу є бузкова краватка-метелик, яку він носить навіть на пляжі. Леопольд — справжній кіт-миролюб, і його головне кредо, повторюване в кінці кожної серії — «Хлоп'ята, живімо дружно!». Проте, в перших трьох серіях Леопольд таки вдається до виховних дій та провчає мишей.

### Миші
Сірий  і Білий  — двоє мишей-бешкетників, яким противно дивитися на інтелігентне і доброзичливе лице Леопольда. Вони називають його зазвичай, «підлим боягузом» і постійно хочуть йому насолити. В кінці кожної серії миші каються і просять пробачення.
У першій серії («Помста кота Леопольда») Сірий носить кепку, Білий має писклявий голос. У другій серії («Леопольд і Золота Рибка») Сірий вже без кепки. З третьої до десятої серії Сірий огрядний миш, який має басистий голос, а Білий — худий як тріска і з тим самим писклявим голосом. Крім того, в перших двох серіях верховода явно Сірий, а Білий «перебирає на себе командування» лише зрідка, коли Сірий сильно лякається. Але вже починаючи з третьої серії очевидний лідер — «інтелектуал і маленький тиранчик» Білий, а Сірий без жодного протесту покірно виконує всі його доручення. У сценарії миші мали власні імена: «Мотя» (Сірий) і «Митя» (Білий), але в самому мультфільмі вони не звучать.

## Озвучування
У першій серії («Помста Кота Леопольда») всі ролі озвучував актор Андрій Миронов. Його хотіли запросити й на озвучування другої серії («Леопольд і Золота Рибка»), проте актор захворів, і всі троє героїв заговорили голосом Геннадія Хазанова. З третьої серії («Скарб кота Леопольда») до одинадцятої («Поліклініка кота Леопольда») всі ролі озвучував Олександр Калягін (крім дев'ятої серії «Інтерв'ю з Котом Леопольдом», де знову пролунав голос Андрія Миронова). Серії «Повернення кота Леопольда» були озвучені Всеволодом Абдуловим і Людмилою Ільїною.

## Нові пригоди кота Леопольда
У 2015 році, до 75-річчя Анатолія Резнікова, було знято продовження серіалу – «Нові пригоди кота Леопольда». Прем'єра відбулася у Росії 1 січня 2016 року на телеканалі «Мульт», а також «Карусель».

## Трансляція в Україні
З 24 серпня 1991 по 24 лютого 2022 року в Україні багаторазово показували на всіх українських телеканалах мовою оригіналу без субтитрів або з українськими субтитрами.
Прем'єра українською відбулася 31 грудня 2019 року на телеканалі «Новий канал» із двоголосим закадровим озвученням. З 16 липня 2021 по 24 лютого 2022 року повторні покази транслювалися також на деяких каналах медіагрупи «Starlight Media» з тим же самим озвученням.
Згідно із Законом України «Про заборону пропаганди російського неонацистського тоталітарного режиму, акту агресії проти України з боку Російської Федерації як держави-терориста» мультсеріал був заборонений до показу на всій території України.[джерело?]

### Ролі озвучували
| Актор             | Роль                                   |
| ----------------- | -------------------------------------- |
| Олег Лепенець     | Кіт Леопольд, сіра мишка, собака, інші |
| Дмитро Завадський | Біла мишка, інші                       |

## Серії
Перші дві серії («Помста кота Леопольда» та «Леопольд і золота рибка») були виконані технікою перекладання: герої та декорації створювалися на вирізаних шматочках паперу, які перекладалися під склом. В подальших серіях застосовували мальовану мультиплікацію.
Першою була створена серія «Помста Кота Леопольда», однак вийшла на екран вона тільки після 1981 року. Друга серія («Леопольд і золота рибка»), яку створювали паралельно, вийшла на екрани в 1978 році.
1. 1975 — «Помста кота Леопольда». Після чергової каверзи мишей до кота Леопольда прийшов лікар-пес, який приписав йому вживати «Озвірин», який допоможе впоратися з мишами. Але Леопольд не дотримався вказівок і замість однієї пігулки, як було написано в рецепті, випив відразу все і озвірів.
2. 1977 — «Леопольд і золота рибка». Кіт Леопольд зловив золоту рибку, але нічого в неї не попросив. Згодом рибку впіймали миші, і попросили зробити їх «великими і страшними». Проте в образі будь-якого звіра вони мали тільки проблеми. Тоді вони просять перетворити їх назад на мишей. Під час перетворення вони опиняються біля будинку Леопольда. Коли вони вдерлися в дім Леопольда, він просить золоту рибку зробити його невидимим. Миші шукають кота і вчиняють у його будинку погром — тоді Леопольд, скориставшись невидимістю, лякає мишей.
3. 1981 — «Скарб кота Леопольда». Миші отримали поштою мапу, де позначено місце із схованим скарбом. У місці, вказаному на мапі Сірий і Білий дійсно знайшли скриню, але в ній виявилося зовсім не те, на що сподівалися миші.
4. 1981 — «Телевізор кота Леопольда». Кіт Леопольд купив телевізор, і миші з усіх сил намагаються перешкодити йому спокійно подивитися улюблений мультфільм.
5. 1982 — «Прогулянка кота Леопольда». Кіт Леопольд їде на велосипедну прогулянку по заміському шосе, а миші намагаються влаштувати аварію.
6. 1982 — «День народження Леопольда». Кіт Леопольд готується святкувати день народження, а миші задумали зіпсувати йому свято.
7. 1983 — «Літо кота Леопольда». Кіт Леопольд їде на дачу, де миші готують йому нові капості.
8. 1984 — «Кіт Леопольд уві сні і наяву». Кіт Леопольд засмагає і купається, а миші намагаються його налякати. Коли Леопольд засинає на пляжі, йому сниться сон, ніби він потрапив на безлюдний острів. Пародія на мультфільм «Ну, постривай!»(Випуск 16).
9. 1984 — «Інтерв'ю з котом Леопольдом». Кіт Леопольд дає інтерв'ю невидимому співрозмовнику.
10. 1986 — «Поліклініка кота Леопольда». Кіт Леопольд зібрався до поліклініки на медогляд, а миші хочуть підлаштувати чергову неприємність. Це останній мультфільм серії, який було відзнято за часів СРСР.
11. 1998 — «Автомобіль кота Леопольда». Кіт Леопольд самостійно побудував автомобіль, який обладнав безліччю електронних пристроїв. Коли Леопольд поїхав за місто, миші викрали машину, але не змогли розібратися з усіма її функціями.

У 1993 році створено «Повернення кота Леопольда» — пародійний мультсеріал, створений методом монтажу з попередніх серій та іронічно переосмислених інших мультфільмів. Він складається з 4 серій:
1. «Просто Мурка». Фільм-пародія на сучасну рекламу, створений на основі мультиплікаційних фільмів ТО «Екран». Популярний актор кіт Леопольд принципово відмовляється зніматися в рекламних роликах. Але саме його за допомогою чарівної Мурки намагається затягнути в рекламний бізнес мафія. Підступні мафіозі входять у змову з відомими котоненависниками — мишами, Сірим і Білим, які намагаються змусити Леопольда дивитися по телевізору рекламу. Леопольд закохується в кішку Мурку.
2. «Минеться котові масниця». Миші, вступивши в змову з котом Леопольдом, розпускають чутки про те, що Леопольд — рекетир. Кіт отримує від мафіозі Козебаяна запрошення на світський раут у бандитську «малину», де Леопольд сподівається зустріти Мурку.
3. «Суп з котом». У Мурки і Леопольда починається «щасливе» сімейне життя. Мурка змушує кота дивитися рекламні ролики. Леопольд дає згоду на зйомку, але несподівано зникає. Мафія викрадає Мурку з надією, що Леопольд таки вийде в ефір.
4. «Кіт у чоботях». У гру вступає капітан Пронін, який виходить на міжнародну мафію. Йому допомагає кіт Леопольд і кішка Мурка.

У 2016 році до Дня народження режисера мультсеріалу було зроблено 26-серійне продовження: «Нові пригоди кота Леопольда»:
1. «Бурхливий потік». Миші хочуть облити Леопольда водою з відра, однак це виявляється не так просто, і вони самі ледве не тонуть у відрі.
2. «На риболовлі біля річки». Леопольд рибалить на річці, а миші намагаються завадити йому. В результаті, вони мало не задихаються через брак кисню.
3. «Під спекотним сонцем». Сюжет нагадує оригінальний епізод «Кіт Леопольд уві сні і наяву», але події відбуваються з мишами.
4. «Вперед за ковбасою й сиром». Сюжет схожий на серію «Скарб кота Леопольда». Але тут миші пакостять по-іншому.
5. «Парк розваг». Миші пакостять у парку розваг, а Леопольд виправляє все, що вони роблять.
6. «Лавина з гір». Перед Новим роком Леопольд вирушає на пошуки ялинки. Миші йому заважають, але в результаті стають жертвами лавини.
7. «Абсолютні неприємності».

У 2019 році після смерті режиссера було зроблене повнометражне продовження: «Кіт Леопольд»:
Мультфільм складається з трьох частин «Кіт Леопольд і торговельний центр», «Леопольд захворів» і «Поради кота Леопольда».

### Кіт Леопольд і торговельний центр
У першій частині Кіт Леопольд іде у торговельний центр і допомагає добре собаці кататись на ліфті

### Леопольд захворів
У другій частині кіт Леопольд захворів і миші замінюють його дім. А миші показують собакам що кіт Леопольд – це миші та інші звірі/

### Поради кота Леопольда
У третій частині кицька приїжджає в місто шукати своє кошеня. Вона просить кота Леопольда знайти його, і він бере пораду, де його знайти, у поштара, який дає листи, і кіт Леопольд дає всім поради.
У 2024 році представляють у вечері программу на каналі Росія 1 «Домашні казки з Леопольдом»
1. «Червона Шапочка».
2. «Маша і Колобок».
3. «Івасик-Телесик».
4. «Поросятко Чок».
5. «Кольорове молоко».
6. «Рукавичка».
7. «Жирафа та Носоріг».
8. «Рім-Тім-Ті».
9. «Як лисичка пташкою була».
10. «Мишенятко Мисик».
11. «Вовк і семеро козенят»
12. «Гуси-лебеді»
13. «Лисиця і заєць»
14. «Морозко»
15. «Вовк і Лисичка»
16. «Вершки і корінці»
17. «Царівна-жаба»
18. «Снігуронька»
19. «Хлопчик-мізинчик»
20. «Крихітка-хаврихітка»

### Огріхи
- У серії «Поліклініка кота Леопольда» є недолік: Леопольд викликає ліфт, і той спускається з сьомого до другого поверху, але після кадрів з мишами і собакою-медсестрою видно, що поверхів вже шість, а не сім, і ліфт вже спускається з шостого поверху. Потім кількість поверхів знову зростає до семи.
- У тій же серії Білий вбігає в кабінет «Лікувальної фізкультури» відчиняючи двері назовні, а коли миші виходять звідти, то двері вже відчиняються всередину.
- У серії «Автомобіль кота Леопольда», коли миші під'їжджають до екскаватора, праворуч від дороги встановлений обмежувач швидкості, а за ним попереджувальний знак. Проте вже в наступному кадрі знак і обмежувач міняються місцями.
- У серії «Скарб кота Леопольда», коли миші знаходять скриню, віко відкрите, а замок висить на самій скрині.

## Продовження
- «Повернення кота Леопольда» (1993)
- «Нові пригоди кота Леопольда» (2015—2016)
- «Кіт Леопольд» (2019)
- «Домашні казки з Леопольдом» (2024—2025)
- «Леопольд» (2027)

## Творці
- Автори сценарію — Аркадій Хайт, Олександр Татарський
- Режисери-постановники — Анатолій Рєзников
- Художники-постановники — Любов Брюн, Юрій Євмешкін, Анатолій Рєзников, В'ячеслав Назарук, Олена Караваєва, Ігор Ковальов
- Оператори — Едуард Гаман, Ігор Шкамарда, Володимир Милованов
- Композитори — Борис Савельєв, Тимур Ведерников
- Автори текстів пісень — Аркадій Хайт, Михайло Пляцковський
- Звукооператори — Віталій Азаровський, Неллі Кудріна, Сергій Кіль
- Ролі озвучували — Андрей Миронов, Геннадий Хазанов, Александр Калягин, Борис Новиков, Армен Джигарханян, Анатолій Баранцев, Світлана Харлап, Зоя Пыльнова, Георгий Бурков
- Художники-мультиплікатори — Володимир Чурик, Володимир Овечкін, Світлана Сичкарь, Наталья Базельцева, Володимир Вишегородцев, Олександр Левчик, Костянтин Романенко, Семен Петецький, Олександр Федулов, Ігор Самохін, Анатолій Єлизаров, Юрій Бутирін, Юрій Бєлов, Володимир Спорихин, Ірина Гундирева, Валерій Токмаков, Олександр Татарський, Михайло Зайцев, Олег Сафронов, Владлен Барбе, Вадим Меджибовський, Андрій Колков, Андрій Вислоцький, Елла Юрковська, Олена Дерюгіна
- Художники — Олександр Січкар, Любов Рибчевська, Любов Колоскова, Марина Богатська, Галина Черникова, Любов Хорошкова, Ігор Мєдник, Олена Строганова, Тетяна Абалакіна, Наталья Дружиніна, Олександр Брежнєв, Марина Новожилова, Наталья Алеміна, Тетяна Великород, Інна Карп, Євген Вевурко, Валентин Саметейкін, Наталья Дмитрієва, Олександр Новицький, Світлана Алексашина, Ірина Дегтярьова, Жанна Корякіна
- Асистенти режисера — Любов Стефанова
- Монтажери — Галина Дробиніна, Любов Георгієва
- Редактори — Олена Ходіна, Аліса Феодоріді, Валерія Медведовська
- Директори картини — Лідія Варенцова, Раїса Боровикова, Зінаїда Сараєва, Любов Зарюта, Ігор Гелашвілі

## Видання
- 1983 — «Ребята, давайте жить дружно» («Хлоп'ята, живімо дружно»). Пісні кота Леопольда (музика: Бориса Савельєва, текст пісень: Аркадія Хайта та Михайла Пляцковського, виконує: Олександр Калягін та ансамбль «Мелодія» п/у Б. Фрумкіна, звукорежисер: А. Штільман, художник А. Резников, редактор: М. Бутирська) — Фірма «Мелодія», С52 20151 007, С52 20153 001 (на двох платівках-міньйонах).
- 1988 — «Большой хоровод» («Великий танок»). Пісні на музику Бориса Савельєва. До збірки входять дві композиції з циклу мультфільмів про кота Леопольда: пісня з мультфільму «Поліклініка кота Леопольда» та пісня з мультфільму «Автомобіль кота Леопольда», у фільм 2027 року планують випустити три інші пісні: «Мир вам, люди», «Чарівний міст», «Різнокольорова гра». С50-29161-62 009 (платівка-гігант).

## Цікаві факти

Кадр з м/ф «Прогулянка кота Леопольда» з відвертим відсиланням до фільму «Біле сонце пустелі»

- У мультфільмі обігрується забобон, пов'язаний з числом 13. У серії «Прогулянка кота Леопольда» дія починається на 13-му кілометрі. У серії «Літо кота Леопольда» число 13 можна бачити на великій кулі в механізмі, який створили миші.
- Деякі серії пародіюють відомі радянські фільми. Так, у серії «Прогулянка кота Леопольда» є явне посилання на фільм «Біле сонце пустелі», де пародіюється сцена відкопування Саїда Суховим, так само пародіюється сцена з розлитою моторною оливою з фільму «Кавказька полонянка». В серії «Літо кота Леопольда» мишенята, тікаючи від бджіл, ховаються в цистерну з пивом — це дуже схоже на втечу у цистерні з цементом у фільмі «Джентльмени удачі», а в серії «Поліклініка кота Леопольда» є посилання на фільм «Операція «И» та інші пригоди Шурика» — біле мишеня планує приспати за допомогою хлороформу кота, проте засинає його сірий товариш.
- У серії «Літо кота Леопольда» Леопольд використовує фарбопульт «Свема» (за назвою шосткинського хімкомбінату «Свема»).
- У 2008 році на колекційній срібній дводоларовій монеті Островів Кука були зображені головні герої мультсеріалу.
- У «Радянському енциклопедичному словнику» видання 1990 року і «Великому енциклопедичному словнику» 1991 створення циклу фільмів приписано кіностудії «Союзмультфільм». Цю помилку перевидавали всі наступні видання-спадкоємці, разом з «Великим російським енциклопедичним словником» 2008 року.
- Перша серія («Помста кота Леопольда») була створена в 1975 році, але на екрани вийшла в 1981 році. Причиною стала жорстокість (слова написані кров'ю). Друга серія вийшла паралельно в 1975 році («Леопольд і золота рибка»), але на екрани з'явилася також у 1981 році.
- Автомобіль кота Леопольда має номерний знак «ЛЕО 19-98».
- У місті Горішні Плавні (колишній Комсомольськ) Полтавської області, на проспекті Героїв Дніпра, 40 встановлена скульптура із зображенням кота Леопольда і мишей.
- Автомобіль кота Леопольда схожий на Ford Mustang 1979 року випуску, тобто ранній екземпляр 3-го покоління, а також є схожість з Chevrolet Camaro 3-го покоління.
- У серії «Автомобіль кота Леопольда» можна помітити автомобіль Volvo-VESC. Цікаво, що цю модель серійно не запускали, вона існувала в єдиному екземплярі.
- Серія «Автомобіль кота Леопольда» є ніби відсиланням до самодіяльного автомобілебудування і товариства «СамАвто»[джерело?].
- У серії «Телевізор кота Леопольда» миші всунули в телевізор Мертву голову, але із зображенням кота Леопольда .

## Цитати із мультфільму
- Леопольд, выходи! («Леопольде, виходь!»)
- Выходи, подлый трус («Виходь, підлий боягузе»)
- Ребята, давайте жить дружно («Хлоп'ята, живімо дружно»)
- Ребята, ну давайте жить дружно («Хлоп'ята, ну живімо дружно»)